# Natação no Campeonato Mundial de Esportes Aquáticos de 2017 - 200 m medley masculino
A prova dos 200 metros medley masculino da natação no Campeonato Mundial de Esportes Aquáticos de 2017 ocorreu nos dias 26 de julho e 27 de julho em Budapeste na Hungria.

## Recordes
Antes desta competição, os recordes mundiais e do campeonato nesta prova eram os seguintes:
| Tipo                  | Atleta      | Tempo   | Local  | Data                |
| --------------------- | ----------- | ------- | ------ | ------------------- |
|                       | Ryan Lochte | 1:54.00 | Xangai | 28 de julho de 2011 |
| Recorde do campeonato | Ryan Lochte | 1:54.00 | Xangai | 28 de julho de 2011 |

## Medalhistas
| Ouro               | Prata               | Bronze          |
| Chase Kalisz (USA) | Kosuke Hagino (JPN) | Wang Shun (CHN) |

## Resultados

### Eliminatórias
Esses foram os resultados das eliminatórias. Foram realizadas no dia 26 de julho com início às 10:34. 
| Pos. | Bateria | Raia | Nadador                 | Nacionalidade            | Tempo   | Notas            |
| ---- | ------- | ---- | ----------------------- | ------------------------ | ------- | ---------------- |
| 1    | 5       | 4    | Kosuke Hagino           | Japão                    | 1:56.46 | Q                |
| 2    | 5       | 5    | Chase Kalisz            | Estados Unidos           | 1:56.48 | Q                |
| 3    | 3       | 3    | Max Litchfield          | Reino Unido              | 1:56.64 | Q,               |
| 4    | 5       | 3    | Daiya Seto              | Japão                    | 1:57.55 | Q                |
| 5    | 3       | 5    | Jérémy Desplanches      | Suíça                    | 1:57.59 | Q                |
| 6    | 5       | 2    | Clyde Lewis             | Austrália                | 1:58.06 | Q                |
| 7    | 4       | 4    | Philip Heintz           | Alemanha                 | 1:58.99 | Q                |
| 8    | 4       | 3    | Qin Haiyang             | China                    | 1:59.01 | Q, WJ            |
| 9    | 5       | 6    | Andreas Vazaios         | Grécia                   | 1:59.29 | Q                |
| 10   | 2       | 4    | Yakov Toumarkin         | Israel                   | 1:59.49 | Q                |
| 11   | 3       | 4    | Wang Shun               | China                    | 1:59.56 | Q                |
| 12   | 4       | 5    | Abrahm DeVine           | Estados Unidos           | 1:59.65 | Q                |
| 13   | 4       | 6    | Mark Szaranek           | Reino Unido              | 1:59.68 | Q                |
| 14   | 3       | 6    | Alexis Santos           | Portugal                 | 1:59.69 | Q                |
| 15   | 3       | 2    | Bradlee Ashby           | Nova Zelândia            | 2:00.20 | Q                |
| 16   | 5       | 7    | Federico Turrini        | Itália                   | 2:00.23 | Q                |
| 17   | 4       | 9    | Mohamed Hussein         | Egito                    | 2:00.68 |                  |
| 18   | 4       | 7    | Kirill Prigoda          | Rússia                   | 2:00.81 |                  |
| 19   | 4       | 2    | Thiago Simon            | Brasil                   | 2:01.01 |                  |
| 20   | 5       | 9    | Tomas Peribonio         | Equador                  | 2:01.21 |                  |
| 21   | 3       | 1    | Daniel Skaaning         | Dinamarca                | 2:01.34 |                  |
| 22   | 4       | 1    | Dániel Sós              | Hungria                  | 2:01.54 |                  |
| 23   | 5       | 1    | Raphaël Stacchiotti     | Luxemburgo               | 2:01.60 |                  |
| 24   | 2       | 3    | Richard Nagy            | Eslováquia               | 2:01.78 | Recorde nacional |
| 25   | 2       | 5    | Dawid Szwedzki          | Polónia                  | 2:01.96 |                  |
| 26   | 3       | 7    | Hugo González           | Espanha                  | 2:02.78 |                  |
| 27   | 2       | 7    | Christoph Meier         | Liechtenstein            | 2:03.15 |                  |
| 28   | 2       | 6    | Andrius Šidlauskas      | Lituânia                 | 2:03.25 |                  |
| 29   | 2       | 2    | Stefan Šorak            | Sérvia                   | 2:03.45 |                  |
| 30   | 3       | 0    | Uvis Kalniņš            | Letônia                  | 2:03.66 |                  |
| 31   | 4       | 8    | Pavel Janeček           | Chéquia                  | 2:03.87 |                  |
| 32   | 5       | 8    | Ayrton Sweeney          | África do Sul            | 2:04.18 |                  |
| 33   | 2       | 1    | Thomas Tsiopanis        | Chipre                   | 2:05.19 | Recorde nacional |
| 34   | 5       | 0    | Triady Fauzi Sidiq      | Indonésia                | 2:05.34 |                  |
| 35   | 3       | 9    | Wen Ren-hau             | Taipé Chinesa            | 2:05.85 |                  |
| 36   | 4       | 0    | José Martínez           | México                   | 2:06.00 |                  |
| 37   | 3       | 8    | Carlos Omaña            | Venezuela                | 2:06.29 |                  |
| 38   | 1       | 4    | Brandon Schuster        | Samoa                    | 2:07.64 |                  |
| 39   | 2       | 0    | Jessie Lacuna           | Filipinas                | 2:08.31 |                  |
| 40   | 2       | 8    | Luis Vega Torres        | Cuba                     | 2:08.91 |                  |
| 41   | 2       | 9    | Adriel Sanes            | Ilhas Virgens Americanas | 2:09.20 |                  |
| 42   | 1       | 5    | Noel Keane              | Palau                    | 2:18.66 |                  |
| 43   | 1       | 3    | Abdulrahman Al-Kulaibi  | Omã                      | 2:19.06 |                  |
| 44   | 1       | 6    | Andrianirina Lalanomena | Madagáscar               | 2:23.97 |                  |

### Semifinal
Esses foram os resultados das semifinais. Foram realizadas no dia 26 de julho com início às 18h45. 
Semifinal 1
| Pos. | Raia | Nadador          | Nacionalidade  | Tempo   | Notas |
| ---- | ---- | ---------------- | -------------- | ------- | ----- |
| 1    | 4    | Chase Kalisz     | Estados Unidos | 1:55.88 | Q     |
| 2    | 5    | Daiya Seto       | Japão          | 1:56.92 | Q     |
| 3    | 6    | Qin Haiyang      | China          | 1:57.81 | Q, WJ |
| 4    | 7    | Abrahm DeVine    | Estados Unidos | 1:58.01 |       |
| 5    | 1    | Alexis Santos    | Portugal       | 1:59.22 |       |
| 6    | 8    | Federico Turrini | Itália         | 1:59.56 |       |
| 7    | 3    | Clyde Lewis      | Austrália      | 1:59.80 |       |
| 8    | 2    | Yakov Toumarkin  | Israel         | 1:59.98 |       |

Semifinal 2
| Pos. | Raia | Nadador            | Nacionalidade | Tempo   | Notas            |
| ---- | ---- | ------------------ | ------------- | ------- | ---------------- |
| 1    | 4    | Kosuke Hagino      | Japão         | 1:56.04 | Q                |
| 2    | 5    | Max Litchfield     | Reino Unido   | 1:56.70 | Q                |
| 3    | 3    | Jérémy Desplanches | Suíça         | 1:56.86 | Q,               |
| 4    | 6    | Philip Heintz      | Alemanha      | 1:57.27 | Q                |
| 5    | 7    | Wang Shun          | China         | 1:57.39 | Q                |
| 6    | 2    | Andreas Vazaios    | Grécia        | 1:57.98 | Recorde nacional |
| 7    | 1    | Mark Szaranek      | Reino Unido   | 1:58.80 |                  |
| 8    | 8    | Bradlee Ashby      | Nova Zelândia | 1:59.24 | Recorde nacional |

### Final
A final foi realizada em 27 de julho às 17h32. 
| Pos.              | Raia | Nadador            | Nacionalidade  | Tempo   | Notas |
| ----------------- | ---- | ------------------ | -------------- | ------- | ----- |
| Medalha de ouro   | 4    | Chase Kalisz       | Estados Unidos | 1:55.56 |       |
| Medalha de prata  | 5    | Kosuke Hagino      | Japão          | 1:56.01 |       |
| Medalha de bronze | 1    | Wang Shun          | China          | 1:56.28 |       |
| 4                 | 3    | Max Litchfield     | Reino Unido    | 1:56.86 |       |
| 5                 | 2    | Daiya Seto         | Japão          | 1:56.97 |       |
| 6                 | 8    | Qin Haiyang        | China          | 1:57.06 | WJ    |
| 7                 | 7    | Philip Heintz      | Alemanha       | 1:57.43 |       |
| 8                 | 6    | Jérémy Desplanches | Suíça          | 1:57.50 |       |

Legenda
| Recorde mundial       | Recorde mundial (World record)               |                       | Recorde africano                      | Recorde africano (African) |                                           | Q | Classificado por posição (Qualified) |
| Recorde do campeonato | Recorde do campeonato (Championship record)  | Recorde da América    | Recorde da América (Americas)         | q                          | Classificado por melhor tempo (Qualified) |   |                                      |
| Melhor marca do ano   | Melhor marca do ano (World leading)          | Recorde asiático      | Recorde asiático (Asian)              | DNS                        | Não largou (Did not start)                |   |                                      |
| Recorde nacional      | Recorde nacional (National record)           | Recorde europeu       | Recorde europeu (European)            | DNF                        | Não terminou (Did not finish)             |   |                                      |
| Recorde pessoal       | Recorde pessoal do atleta (Personal best)    | Recorde da Oceania    | Recorde da Oceania (Oceania)          | DSQ / DQ                   | Desclassificado (Disqualified)            |   |                                      |
| Recorde da temporada  | Recorde da temporada do atleta (Season best) | Recorde sul-americano | Recorde sul-americano (South America) | NM                         | Sem marca (No mark)                       |   |                                      |